# Краснодубравська сільська рада
Краснодубра́вська сільська рада (рос. Краснодубравский сельский совет) — сільське поселення у складі Земетчинського району Пензенської області Росії.
Адміністративний центр — село Красна Дубрава.

## Історія
2006 року було ліквідовано присілок Кіта-Лаговщина Краснодубравської сільради. 2010 року ліквідована Вяземська сільська рада (села Вяземка, Сядемка), територія увійшла до складу Краснодубравської сільради.

## Населення
Населення — 1139 осіб (2019; 1610 в 2010, 2276 у 2002).

## Склад
До складу сільської ради входять:
| Населений пункт          | Населення, осіб (2002) | Населення, осіб (2010) |
| ------------------------ | ---------------------- | ---------------------- |
| Андрієвка, присілок      | 7                      | 3                      |
| Вяземка, село            | 951                    | 680                    |
| Кіта-Лаговщина, присілок | 8                      | -                      |
| Красна Дубрава, село     | 746                    | 574                    |
| Лачиново, присілок       | 81                     | 46                     |
| Сядемка, село            | 446                    | 295                    |
| Чернишево, село          | 37                     | 12                     |